# J. M. Valente
Pour les articles homonymes, voir Valente.
J. M. Valente, nom de plume de Jacques Valentin, est un écrivain français, auteur de plusieurs romans policiers et, sous le pseudonyme de Nathalie More, de quelques romans érotiques.

## Biographie
Utilisant plusieurs pseudonymes, il écrit des romans policiers et des romans érotiques. Selon le Dictionnaire des littératures policières, « son œuvre, de bonne qualité, comporte de vraies réussites parmi lesquelles Ce sang qui est le tien et Mais quelle est la victime ? ». Entre 1969 et 1973, il signe une série de cinq solides romans d'action qui raconte les exploits d'un quatuor d'enquêteurs internationaux, composé d'un Britannique, d'un Américain et d'un Français que dirige la ravissante Italienne Monica Ricci. 
Outre les récits érotiques parus sous le pseudonyme de Nathalie More, il contribue à la publication d'autres textes à caractère érotique sous le pseudonyme collectif de Serge Laurac. 

## Œuvre

### Romans

#### Romans policiers signés J. M. ou Jean-Marie Valente

##### SérieMonica
- Bonne chance, Monica !, Fleuve noir, coll. « Spécial Police » no 737 (1969)
- Signé Monica, Fleuve noir, coll. « Spécial Police » no 757 (1969)
- Monica, Éros et Héroïne, Fleuve noir, coll. « Spécial Police » no 814 (1970)
- Les Douze Apôtres et Monica, Fleuve noir, coll. « Spécial Police » no 844 (1971)
- Atomique Monica, Fleuve noir, coll. « Spécial Police » no 1069 (1973)

#### Autres romans signés J. M. ou Jean-Marie Valente
- Ce sang qui est le tien, Fleuve noir, coll. « Spécial Police » no 642 (1968), réédition Fleuve noir, coll. « Polar 50 » (1988)  (ISBN 2-265-03779-6)
- Le Fil de la haine, Fleuve noir, coll. « Spécial Police » no 678 (1968)
- La Mer pour linceul, Fleuve noir, coll. « Spécial Police » no 707 (1969)
- Le Voyeur, Fleuve noir, coll. « Spécial Police » no 778 (1970)
- Le Diable à quatre, Fleuve noir, coll. « Spécial Police » no 890 (1971)
- Cet homme est mon ami, Fleuve noir, coll. « Spécial Police » no 989 (1972)
- Le Bonheur qu'on mérite, Fleuve noir, coll. « Spécial Police » no 1366 (1977)  (ISBN 2-265-00472-3)
- La Nuit intérieure, Fleuve noir, coll. « Spécial Police » no 1537 (1980)  (ISBN 2-265-01175-4)
- Propriété privée, Fleuve noir, coll. « Spécial Police » no 1747 (1982)  (ISBN 2-265-02065-6)
- A-t-on-tué Susan ?, Fleuve noir, coll. « Spécial Police » no 1768 (1983)  (ISBN 2-265-02138-5)
- À fleur de peau, Fleuve noir, coll. « Spécial Police » no 1844 (1984)  (ISBN 2-265-02467-8)
- Lame de fond, Fleuve noir, coll. « Spécial Police » no 1900 (1984)  (ISBN 2-265-02789-8)
- Mais quelle est la victime ?, Fleuve noir, coll. « Noire » no 8 (1989)  (ISBN 2-265-03993-4)

#### Romans policiers signés Valentin
- Ta mort sera la mienne, Eurédif, coll. « Suspense » no 13 (1974)  (ISBN 2-7167-0254-3)
- Meurtres dans un miroir, Eurédif, coll. « Suspense poche » no 4 (1975)  (ISBN 2-7167-0308-6)

#### Romans érotiques signés Nathalie More
- Mon amour, ma sœur, Eurédif, coll. « Aphrodite » no 125 (1975)  (ISBN 2-7167-0303-5)
- Les Lettres incestueuses, Eurédif, coll. « Aphrodite classique » no 5 (1975)  (ISBN 2-7167-0318-3)
- Les Demoiselles, Eurédif, coll. « Aphrodite classique » no 27 (1976)  (ISBN 2-7167-0404-X)
- La Cavalière, Eurédif, coll. « Aphrodite classique » no 39 (1977)  (ISBN 2-7167-0454-6)

## Sources
: document utilisé comme source pour la rédaction de cet article.
- Claude Mesplède (dir.), Dictionnaire des littératures policières, vol. 2 : J - Z, Nantes, Joseph K, coll. « Temps noir », 2007, 1086 p. (ISBN 978-2-910-68645-1, OCLC 315873361), p. 928.